# Emilio Pérez de Rozas
Emilio Pérez de Rozas y Arribas (Segovia, 8 de junio de 1952) es un periodista deportivo español que trabaja en diversos medios de comunicación escritos y radiofónicos. Fue hermano del también periodista Carlos Pérez de Rozas y Arribas.

## Trayectoria
Pérez de Rozas se licenció en Ciencias de la Información en la Universidad Autónoma de Barcelona. Es hijo de Carlos Pérez de Rozas, fotógrafo de La Vanguardia, y miembro de una familia de fotoperiodistas. Reside en Palma de Mallorca.
Comenzó su actividad profesional en el departamento de fotografía de la Agencia EFE, entonces conocido como Cifra Gráfica. Fue secretario de redacción de la desaparecida revista satírica deportiva Barrabás y miembro, junto a Antonio Franco, del equipo de periodistas que creó El Periódico de Catalunya en 1978. En 1992 se convirtió en subdirector de deportes de ese periódico y, durante un mes, creó y editó un suplemento olímpico diario que obtuvo varios premios. 
Fue comentarista en el programa El larguero de la Cadena SER y actualmente es redactor de deportes en El Periódico de Catalunya, columnista del Sport, tertuliano de El partidazo de la Cadena Cope.